# Мыс (Чусовской городской округ)
Мыс — посёлок в Пермском крае России. Входит в Чусовской городской округ.

## Географическое положение
Посёлок расположен в северной части округа на левом берегу реки Усьва на расстоянии примерно 32 километра на северо-запад по прямой от города Чусовой.

## Климат
Климат умеренно-континентальный. Среднегодовая температура воздуха колеблется около 0 градусов, среднемесячная температура января — минус 16 градусов, июля — плюс 17 градусов, заморозки отмечаются в мае и сентябре. Высота снежного покрова достигает 80 см. Продолжительность залегания снежного покрова 170 дней. Продолжительность вегетационного периода 118 дней. В течение года выпадает 500-700 мм осадков.

## История
Основан в 1930-е годы как трудпосёлок Мыс, место ссылки спецпереселенцев. 
С 2004 до 2019 гг. входил в состав ныне упразднённого Верхнекалинского сельского поселения Чусовского муниципального района.

## Население
| 2010 | 2016 | 2021 |
| ---- | ---- | ---- |
| 244  | ↗311 | ↘257 |

Национальный состав
Согласно результатам переписи 2002 года, в национальной структуре населения русские составляли 90% из 366 человек.

## Инфраструктура
В посёлке действует деревянная церковь Николая Чудотворца

## Транспорт
Просёлочные дороги. 